# Тимбе-ду-Сул
Тимбе-ду-Сул (порт. Timbé do Sul)  —  муниципалитет в Бразилии, входит в штат Санта-Катарина. Составная часть мезорегиона Юг штата Санта-Катарина. Входит в экономико-статистический  микрорегион Арарангуа. Население составляет 5136 человек на 2006 год. Занимает площадь 333,426 км². Плотность населения — 15,4 чел./км².

## История
Город основан 23 сентября 1967 года.

## Статистика
- Валовой внутренний продукт на 2003 составляет 41.409.235,00 реалов (данные: Бразильский институт географии и статистики).
- Валовой внутренний продукт на душу населения на 2003 составляет 7.929,77 реалов (данные: Бразильский институт географии и статистики).
- Индекс развития человеческого потенциала на 2000 составляет 0,773 (данные: Программа развития ООН).